# Explorer 11
Explorer 11 (auch mit S 15 bezeichnet) war ein Satellit der USA, der am 27. April 1961 im Rahmen des Explorer-Programms erfolgreich gestartet wurde.

## Start
Der 37,2 kg schwere Satellit wurde am 27. April 1961 um 14.10 Uhr UTC mit einer Rakete vom Typ Juno II von der Startrampe LC-26 B der Cape Canaveral Air Force Station gestartet.

## Mission
Missionsziel war die Erforschung von Gammastrahlen. Hierzu wurde der Satellit nicht nur auf die Erdatmosphäre ausgerichtet. Auch die Sonne und das galaktische Zentrum sollten untersucht werden.
Als Instrument zur Messung der Gammastrahlung wurde ein Phoswich-Cerenkov-Quarzdetektor eingesetzt. Es war das erste Gerät dieser Art, das jemals im Weltraum eingesetzt wurde. Es wurde von William L. Kraushaar am MIT entwickelt.
Da der Satellit nicht korrekt ausgerichtet werden konnte, wurde er in eine Rotation versetzt, um so die geplanten Bereiche zumindest teilweise erfassen zu können. Zudem wurde er in eine höhere als ursprünglich geplante Umlaufbahn gebracht. Durch den Detektor störende Strahlung des Van-Allen-Gürtels und einen Fehler des an Bord befindlichen Aufnahmegerätes waren nur 141 Stunden der übermittelten Daten brauchbar.